# Woodstockfestivalen
Woodstockfestivalen var en musikfestival, som fandt sted i tidsrummet 15. august – 17. august (men varede til 18. august pga. forsinkelser) 1969 på marken til en gård, nær byen Bethel, ca. 60 kilometer sydvest for byen Woodstock i den amerikanske delstat New York.
Egentlig skulle festivalen have været afholdt i byen Woodstock, deraf navnet, men de lokale myndigheder mente ikke at kunne rumme det forventede antal publikummer. Som en følge heraf aftalte en ung mand, med sin far Max Yasgur, at festivalen kunne afholdes på en af deres marker.
Man havde forventet et publikumsantal på henved 100.000 personer, men der kom ca. 450.000 personer. Vejene nær festivalen var fyldt med biler og unge som forsøgte at komme frem til festivalpladsen. Da man ikke ventede så mange mennesker opstod en del praktiske problemer som mangel på toiletter, samaritertelt, badeforhold med videre. Der var småt med plads, og det regnfulde vejr gjorde ikke sagen bedre. Selv med disse problemer blev publikum på "Woodstock" beskrevet som stille og fornuftige hvilket de ganske åbenlyst var jævnfør hippiekulturens normer.
Med sit budskab "Three days of peace and music" var Woodstock med til at repræsentere et af højdepunkterne indenfor hippiekulturen og tidsånden i slutningen af 1960'erne.

## Sangere og musikgrupper
- Arlo Guthrie
- Bert Sommer
- Blood, Sweat & Tears
- Canned Heat
- Country Joe and the Fish
- Creedence Clearwater Revival
- Crosby, Stills, Nash & Young
- Incredible String Band
- Janis Joplin
- Jeff Beck Group
- Jefferson Airplane
- Jimi Hendrix
- Joan Baez
- Joe Cocker
- John Sebastian
- Johnny Winter
- Keef Hartley
- Melanie
- Mountain
- Paul Butterfield Blues Band
- Quill
- Ravi Shankar
- Richie Havens
- Santana
- Sha Na Na
- Sly and the Family Stone
- Sweetwater
- Ten Years After
- The Band
- The Grateful Dead
- The Who
- Tim Hardin